# Karolinagärdsmyg
Karolinagärdsmyg (Thryothorus ludovicianus) är en fågel i familjen gärdsmygar inom ordningen tättingar.

## Utseende
Karolinagärdsmygen är en rätt stor (12,5–14 cm) och satt gärdsmyg med ett långt och tydligt, vitt ögonbrynsstreck. Hos nominatgruppen i östra Nordamerika är ovansidan roströd och undersidan bjärt beigefärgad, medan populationen i södra Texas och östra Mexiko (berlandieri-gruppen, se nedan) är mörkare och mer pregnant tecknad, med något bandade flanker, svartaktig kant på ögonbrynsstrecket och svartvit fläckning på halssidan. Arten är lik snårgärdsmygen (Thryomanes bewickii), men denna är slankare och mer långstjärtad i formen. I fjäderdräkten är den vidare gråaktig under och har vita hörn på den mörkare stjärten.

## Läten
Karolinagärdsmygens sång är en fyllig, tre- eller fyrstavig ramsa: "pidaro pidaro pidaro". Lätena varierar, med bland annat tjocka, grälande toner och låga men tydliga "didip".

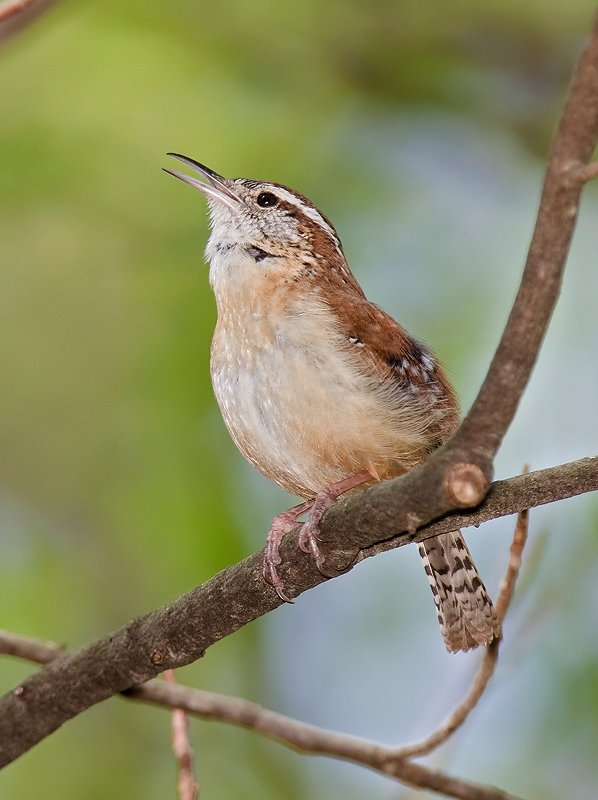
Sjungande karolinagärdsmyg.

## Utbredning och systematik
Karolinagärdsmyg placeras numera som enda art i släktet Thryothorus. Den delas in i nio underarter:
- ludovicianus-gruppen
  - Thryothorus ludovicianus ludovicianus – förekommer i sydöstra Kanada, Texas och sydöstra USA
  - Thryothorus ludovicianus miamensis – förekommer på Floridahalvön
  - Thryothorus ludovicianus nesophilus – förekommer på Dog Islands (utanför nordvästra Florida)
  - Thryothorus ludovicianus burleighi – förekommer på Cat Island, Ship Island och Horn Island (utanför Mississippi)
- berlandieri-gruppen
  - Thryothorus ludovicianus lomitensis – förekommer i Texas (nedre Rio Grande Valley) och nordöstra Mexiko (norra Tamaulipas)
  - Thryothorus ludovicianus berlandieri – förekommer i östra Mexiko (östra Coahuila, Nuevo León och sydvästra Tamaulipas)
  - Thryothorus ludovicianus tropicalis – förekommer i tropiska nordöstra Mexiko (södra Tamaulipas och östra San Luis Potosí)
- albinucha-gruppen
  - Thryothorus ludovicianus albinucha – förekommer i sydöstra Mexiko (Yucatán halvön) till Petén i norra Guatemala
  - Thryothorus ludovicianus subfulvus – förekommer i det torra inre Guatemala, nordvästra Nicaragua

Vissa urskiljer även underarten oberholseri med utbredning i sydvästra Texas och norra Mexiko.
Sedan 2016 urskiljer Birdlife International albinucha-gruppen som den egna arten Thryothorus albinucha.

## Status
IUCN kategoriserar arten som livskraftig på grund av sitt stora utbredningsområde samt stora och växande population. Underartsgruppen (eller arten) albinucha bedöms dock för sig, även den som livskraftig.